# 日本春歌考
『日本春歌考』（にほんしゅんかこう）は、大島渚監督による1967年の日本の映画。

## あらすじ
中村豊明（荒木一郎）は上田秀男（岩淵孝次）、丸山耕司（佐藤博）、広井克巳（串田和美）とともに大学受験のために上京する。彼らは同級生の里美早苗（宮本信子）、金田幸子（吉田日出子）、池上智子（益田ひろ子）を誘い、教師の大竹（伊丹一三）と居酒屋へ向かう。その夜、大竹は睡眠中のガス中毒によって命を落とす。

## キャスト
- 中村豊秋：荒木一郎
- 藤原眉子：田島和子
- 大竹先生：伊丹一三
- 谷川高子：小山明子
- 上田秀男：岩淵孝次
- 丸山耕司：佐藤博
- 広井克巳：串田和美
- 里見早苗：宮本信子
- 金田幸子：吉田日出子
- 池上智子：益田ひろ子

## スタッフ
- 監督：大島渚
- 脚本：田村孟、佐々木守、田島敏男、大島渚
- 原題：添田知道
- 製作：中島正幸
- 撮影：高田昭
- 美術：芦田重昌
- 音楽：林光
- 編集：浦岡敬一

## 評価
黒沢清は「政治的メッセージと若者青春映画というバランスが非常にいい映画」として本作を評価した。